# سیارک ۴۱۷۳
سیارک ۴۱۷۳ (به انگلیسی: 4173 Thicksten، نامگذاری:1982KG1) چهار هزار و صد و هفتاد و سومین سیارک کشف شده‌است که در ۲۷ مه ۱۹۸۲ کشف شد.
قدر مطلق سیارک برابر ۱۳٫۱۰ است.